# Горяев, Владимир Михайлович
Влади́мир Миха́йлович Горя́ев (19 мая 1939, Московская область) — советский легкоатлет (тройной прыжок), серебряный призёр Олимпийских игр. Заслуженный мастер спорта СССР (1968).

## Спортивная карьера
На Олимпиаде в Риме в 1960 году Владимир Горяев завоевал серебряную медаль в тройном прыжке с результатом 16,63 м.
Чемпион СССР 1962 и 1963 годов в тройном прыжке.

## Награды
- Медаль «За трудовую доблесть» (16.09.1960) — за успешные выступления в XVII летних и VIII зимних Олимпийских играх 1960 года, а также за выдающиеся спортивные достижения[1]